# 丁关根
丁关根（1929年9月—2012年7月22日），江苏无锡人，中国共产党、中华人民共和国政治人物，原副国级领导人。高级工程师（副高级职称）。1951年毕业于交通大学运输管理系。1956年7月加入中国共产党，是第十三届中共中央政治局候补委员，第十四、十五届中央政治局委员、中央书记处书记。曾长期主管中共宣传、意识形态工作，担任中共中央宣传部部长和中央宣传思想工作领导小组组长长达十年。

## 生平

### 早年经历
丁关根在上海市读高中期间，曾加入中国国民党的政治外围组织“三民主义青年团”（简称“三青团”），為当时上海学生总会的负责人之一。 “三青团”和中共领导的“学团联”曾有过多次冲突。正因为这样的历史包袱，中华人民共和国建国后，丁关根很长时间也没能成为中共党员；大学毕业，也只是在交通部海事局当实习生。在1956年正式成為中國共產黨黨員前，丁关根曾对这一问题特别作出交代，认为自己当年是“年幼无知”。四十年后，他居然能和当年的“对头”——原中共上海地下党学委的负责人乔石、吴学谦、钱其琛等，同为中共中央政治局的委员。
此后，丁关根一直在铁道部当普通技术官僚，历任铁道部运输局、货运局技量员、工程师，铁道部运输总局工程师。1960年至1969年，在铁道部部长办公室工作，历经滕代远、吕正操两任部长。
“文革”开始后，丁关根被下放铁道部“五七干校”劳动。1972年恢复工作，在北方交通大学留学生办公室任职。1975年，回到铁道部。

### 从政经历
重回铁道部的丁关根出任外事局工程师、副处长，受到部长万里的赏识。丁关根的一大业余爱好就是打桥牌，而且水平不错。在吕正操的引荐下，丁关根便成了邓小平的牌友。万里也喜欢打桥牌，二人都是邓小平桥牌桌上的常客。  1983年，丁关根调任全国人大常委会副秘书长；1985年，出任铁道部部长，随即被增补为中央委员；1987年，在中共十三大上，当选中共中央政治局候补委员；1988年，因发生重大铁路安全事故引咎辞职。
1988年1月24日，由昆明开往上海的80次特快旅客列车在运行到贵昆铁路且午至邓家村站间时发生颠覆事故。机车后第2至第7节车厢颠覆于铁轨外侧，第8至13节车厢脱线，第14节车厢的1根轴脱线，只有第15节车厢保持正常。这次事故，造成了88人死亡，62人重伤；贵昆铁路中断运行44小时33分。为对此事故负责，时任中共中央政治局候补委员、铁道部长的丁关根向国务院引咎辭職。当年3月12日，第六届全国人大常委会第25次会议正式通过了丁关根的辞职请求。
1988年8月25日，丁关根被安排出任国家计划委员会委員、副主任，成为姚依林的副手。在国务院台湾事务办公室成立后，兼任主任；1989年被增补为中共中央书记处书记；1990年8月被免去国家计划委员会副主任及国务院台湾事务办公室主任，1990年底，接替因六四事件下台的阎明复，出任中共中央统战部部长。在1992年中共十四大后，丁关根成为中共中央政治局委员、中央书记处书记、并出任中宣部部长和中央宣传思想工作领导小组组长，接替李瑞环主管意识形态工作。1997年起，还兼任新成立的中央精神文明建设指导委员会主任，直到2002年中共十六大召开后退休。任内，丁关根在1995年、1996年前后曾以中共中央宣传部部长的身份率代表团访问新加坡，考察新加坡媒体管理体系，受到新加坡新闻及艺术部长杨荣文的接待，此后他制定的政策推动中国作出了管控式地开放互联网的决定。

### 退休生活
2006年4月2日，为表彰中国桥牌协会顾问丁关根对世界桥牌运动发展所作的贡献，世界桥牌联合会向丁关根颁发了“世界桥牌联合会最高荣誉奖”。
2012年7月22日上午6时20分，丁关根因病医治无效在北京逝世，享年83岁。官方媒体在讣告中評價丁关根是“中国共产党的优秀党员，久经考验的忠诚的共产主义战士，我党宣传思想文化战线的卓越领导人”。